# Ferozepur
Ferozepur è una città dell'India di 95.451 abitanti, capoluogo del distretto di Ferozepur e della divisione di Ferozepur, nello Stato federato del Punjab. In base al numero di abitanti la città rientra nella classe II (da 50.000 a 99.999 persone).

## Geografia fisica
La città è situata a 30° 55' 0 N e 74° 35' 60 E e ha un'altitudine di 182 m s.l.m..

## Società

### Evoluzione demografica
Al censimento del 2001 la popolazione di Ferozepur assommava a 95.451 persone, delle quali 50.561 maschi e 44.890 femmine. I bambini di età inferiore o uguale ai sei anni assommavano a 10.550, dei quali 5.919 maschi e 4.631 femmine. Infine, coloro che erano in grado di saper almeno leggere e scrivere erano 67.641, dei quali 37.095 maschi e 30.546 femmine.